# Den knælende Dåbsengel
Den knælende dåbsengel er en dåbsengel, en skulptur med dåbsfadet i hænderne, som er placeret i koret i Vor Frue kirke i København. Skulpturen er lavet af Bertel Thorvaldsen i 1827 og er udført af billedhuggeren selv. Engelen er 142 cm høj og har en blomsterkrans i håret. Det ene ben står foran det andet, og engelen hviler dåbsfadet på sit højre knæ. Marmorudgaven blev stillet op i kirken 1839 og var en gave fra kunstneren.
Oprindelig havde kirken en døbefont af træ og det var ikke planlagt at købe en ny.På samme tid arbejdede Thorvaldsen på en døbefont og lavede flere skitser både med og uden dåbsfad, stående og knælende.Nogen er skitser til engelen i Vor Frue kirke. I 1820-1823 arbejdede han på en stående engel med dåbsfad i hænderne til kirken. Gipsmodellen til denne findes på Thorvaldsens Museum som inventarnummer A111. Modellen er 55,5 cm høj. Engelen blev erstattet af den knælende engel, som står i Vor Frue kirke. Gipsmodellen til denne findes på Thorvaldsens Museum som inventarnummer A112. Modellen er 142 cm høj.
Da kirkekommissionen i 1828 fik rede på, at Thorvaldsen holdt på med en knælende engel med dåbsfad, blev der rettet en henvendelse til ham og spurgt, om man kunne få den til kirken. Døbefonten kom til København i 1833, fire år efter at kirken blev indviet. Fra 1833 til maj 1839 var gipsmodellen opstillet i kirken. Da marmorudgaven kom på plads i pinsen 1839 var det under ledelse af Hermann Ernst Freund. Døbefonten blev benyttet første gang den 19. maj. Da blev Freunds datter døbt, og Thorvaldsen var fadder.